# ستيفن ويلسون
ستيفن ويلسون (بالإنجليزية: Steven Wilson) (و. 1967  م) هو مهندس، وعازف قيثارة، ومهندس الصوت، ومغني، وكاتب أغاني، ومنتج أسطوانات، وعازف على عدة آلات، من المملكة المتحدة.

## وصلات خارجية
- ستيفن ويلسون على موقع IMDb (الإنجليزية)
- ستيفن ويلسون على موقع ميوزك برينز (الإنجليزية)
- ستيفن ويلسون على موقع أول ميوزيك (الإنجليزية)
- ستيفن ويلسون على موقع ديسكوغز (الإنجليزية)
- ستيفن ويلسون على موقع قاعدة بيانات الفيلم (الإنجليزية)